# Maria da Conceição Gayer
Maria da Conceição Gayer (Caiapônia, 04 de maio de 1949 – Goiânia, 05 de dezembro de 2006) foi uma advogada, delegada de polícia e política brasileira filiado ao Partido Democrata Cristão.

## Biografia
Seu avô, Plínio Gayer foi deputado federal por Goiás com 8.405 votos pelo Partido Social Democrático na 39.ª legislatura. Plínio Gayer cometeu suicídio nas dependências da Câmara dos Deputados, no Rio de Janeiro, em 8 de julho de 1953.
É mãe do professor, empresário, político, youtuber e influenciador digital Gustavo Gayer, e do empresário Frederico Gayer Machado de Araújo, casado com a deputada estadual do Tocantins pelo PR, Luana Ribeiro, filha do senador João Ribeiro. Em março de 2014, seu filho Frederico Gayer foi condenado a 12 anos e seis meses de reclusão, em regime fechado, por homicídio qualificado, pela morte de Hebert Resende, na madrugada de 5 de abril de 1997, em frente à boate Draft, em Goiânia. À época Frederico Gayer exercia as funções de policial, nomeado pelo governo de Goiás sem ser concursado. Vítima de infarto, faleceu em dezembro de 2006, em Goiânia.

### Carreira Profissional
No início dos anos 1980 militou contra a ditadura militar. Foi a primeira mulher a assumir a presidência da Câmara de Goiânia, mesmo que por pouco tempo (1º a 9 de fevereiro de 1983). Depois disso, ela se ausentou da cadeira e assumiu o cargo de delegada do Consumidor. Sempre interveio no enfrentamento da violência contra mulheres, crianças e o jovens. Foi Deputada Estadual Constituinte pelo PDC na 11.ª Legislatura de 1987 á 1991.